# 窓・ベッドルームの女
『窓・ベッドルームの女』（The Bedroom Window）は、1987年に公開されたアメリカ合衆国の映画。アン・ホールデンの小説を原作としている。上司の妻と浮気した青年が善意からの行動で嘘をついた結果、次々と予期せぬ事件に襲われる様子を描くサイコスリラー作品である。監督はカーティス・ハンソン。出演はスティーヴ・グッテンバーグなど。

## あらすじ
社長夫人のシルビアは建築家のテリーと密会した際に寝室の窓からレイプの現場を目撃する。テリーは翌日の新聞でシルビアが目撃した暴行事件の後に近くで強姦殺人があったことを知り、関連性を見出す。不倫関係を隠すためテリーがシルビアの代わりに犯人について通報し、暴行事件の被害者であるデニースと共に警察に容疑者の面通しをさせられるが、本当の目撃者ではないテリーは確信が持てない。テリーは面通し時に集められた容疑者の一人であるヘンダーソンを尾行し、家や職場をつきとめる。
テリーが尾行をしていたある夜に殺人事件が起こる。殺されたのは、その夜ヘンダーソンがいたバーで踊っていた女性だった。確信を得て改めて警察に証言をしたことでヘンダーソンは逮捕される。ところが、裁判でテリーが本当は暴行事件を目撃していないことが明るみとなり、却って容疑者にされてしまう。一方、釈放されたヘンダーソンはシルビアを殺害する。その場にいたテリーはシルビアの殺害犯として追われるが、逃亡中にデニースに助けられる。
デニースは自らおとりとなることを提案し、ヘンダーソンを釣ろうとする。ヘンダーソンは狙いをつけた女性の財布を盗み見て住所を知り、家で先回りして襲っていた。デニースを待ち伏せしたヘンダーソンは彼女を襲っている最中に追ってきたテリーの姿を見て逃げ出す。そして車で逃走した末に、テリーがあらかじめ呼び出していた警察に逮捕される。

## キャスト
※括弧内は日本語吹替（テレビ版・初回放送1992年4月23日『木曜洋画劇場』）
- テリー・ランバート：スティーヴ・グッテンバーグ（鈴置洋孝）
- デニース：エリザベス・マクガヴァン（勝生真沙子）
- シルヴィア・ウェントワース：イザベル・ユペール（高島雅羅）
- コリン・ウェントワース：ポール・シェナー（筈見純）
- カール・ヘンダーソン：ブラッド・クリーンクイスト（鈴木勝美）
- クアーク刑事：カール・ランブリー（大塚芳忠）
- ジェサップ刑事：フレデリック・コフィン（広瀬正志）
- ヘンダーソンの弁護士：ウォーレス・ショーン（増岡弘）
- ピータース州検事：ロバート・シェンカン（納谷六朗）
- 電話ボックスの男：マーク・マーゴリス（吉水慶）
- ビリヤードのプレーヤー：モーリー・チェイキン（増岡弘）
- 隣人のキャシー：ケイト・マクレガー＝スチュワート（竹口安芸子）
- 女性判事：ペニー・アレン（巴菁子）
- 踊る少女：サラ・カールソン
- 警官：ケヴィン・オルーク（荒川太郎）
  - 吹替その他：秋元羊介、吉田美保、金野恵子、鈴鹿千春、池本小百合

## スタッフ
- 監督・脚本：カーティス・ハンソン
- 製作総指揮：ロバート・タウン
- 原作：アン・ホールデン
- 撮影：ギルバート・テイラー
- 音楽：マイケル・シュリーヴ、パトリック・グリーソン

日本語版
- 演出：伊達康将
- 翻訳：岩佐幸子
- 調整：高久孝雄
- 効果：リレーション
- 制作：東北新社